# Plantilles de futbol als Jocs Olímpics d'estiu de 1928
Als Jocs Olímpics d'Estiu de 1928 es va disputar la competició de futol masculina. Aquestes són les plantilles oficials de les 17 seleccions que hi van prendre part. El torneig olímpic es va disputar entre el 27 de maig i el 13 de juny a Amsterdam.

## Alemanya
Entrenador: Otto Nerz
| Dorsal | Posició | Jugador             | Data de naixement/edat     | Partits | Gols | Club                 |
| ------ | ------- | ------------------- | -------------------------- | ------- | ---- | -------------------- |
| -      | FW      | Ernst Albrecht      | 12 Novembre 1907 (20 anys) |         |      | Fortuna Düsseldorf   |
| -      | DF      | Albert Beier        | 28 Setembre 1900 (27 anys) |         |      | Hamburger SV         |
| -      | GK      | Paul Gehlhaar       | 27 Agost 1905 (22 anys)    |         |      | VfB Königsberg       |
| -      | MF      | Hans Gruber         | 4 Juny 1905 (22 anys)      |         |      | Duisburger SV        |
| -      | DF      | Conrad Heidkamp     | 27 Setembre 1905 (22 anys) |         |      | SC 99 Düsseldorf     |
| -      | FW      | Ludwig Hofmann      | 9 Juny 1900 (27 anys)      |         |      | Bayern de Múnic      |
| -      | FW      | Richard Hofmann     | 8 Febrer 1906 (22 anys)    |         |      | SpVgg Meerane 07     |
| -      | FW      | Franz Horn          | 26 Agost 1904 (23 anys)    |         |      | Hamburger SV         |
| -      | FW      | Josef Hornauer      | 14 Gener 1908 (20 anys)    |         |      | 1860 Munich          |
| -      | MF      | Hans Kalb           | 3 Agost 1899 (28 anys)     |         |      | 1. FC Nürnberg       |
| -      | MF      | Georg Knöpfle       | 15 Maig 1904 (24 anys)     |         |      | SpVgg Fürth          |
| -      | DF      | Emil Kutterer       | 11 Novembre 1898 (29 anys) |         |      | Bayern de Múnic      |
| -      | FW      | Ernst Kuzorra       | 16 Octubre 1905 (22 anys)  |         |      | FC Schalke 04        |
| -      | MF      | Ludwig Leinberger   | 21 Maig 1903 (25 anys)     |         |      | SpVgg Fürth          |
| -      | MF      | Josef Müller        | 8 Maig 1893 (35 anys)      |         |      | 1. Würzburger FV 04  |
| -      | MF      | Ernst Nagelschmitz  | 1 Maig 1902 (26 anys)      |         |      | Bayern de Múnic      |
| -      | FW      | Josef Pöttinger     | 16 Abril 1903 (25 anys)    |         |      | Bayern de Múnic      |
| -      | MF      | Baptist Reinmann    | 31 Octubre 1903 (24 anys)  |         |      | 1. FC Nürnberg       |
| -      | FW      | Josef Schmitt       | 21 Març 1908 (20 anys)     |         |      | 1. FC Nürnberg       |
| -      | GK      | Heinrich Stuhlfauth | 11 Gener 1896 (32 anys)    |         |      | 1. FC Nürnberg       |
| -      | DF      | Heinrich Weber      | 21 Juny 1900 (27 anys)     |         |      | SV Kurhessen Kassel  |
| -      | GK      | Hans Wentorf        | 6 Abril 1899 (29 anys)     |         |      | Altonaer FC von 1893 |

## Argentina
Entrenador: José Lago
| Dorsal | Posició | Jugador              | Data de naixement/edat     | Partits | Gols | Club                |
| ------ | ------- | -------------------- | -------------------------- | ------- | ---- | ------------------- |
| -      | DF      | Ludovico Bidoglio    | 5 Febrer 1900 (28 anys)    |         |      | Boca Juniors        |
| -      | GK      | Ángel Bossio         | 5 Maig 1905 (23 anys)      |         |      | Talleres (BA)       |
| -      | MF      | Saúl Calandra        | 22 Octubre 1904 (23 anys)  |         |      | Estudiantes (LP)    |
| -      | FW      | Alfredo Carricaberry | 8 Octubre 1900 (27 anys)   |         |      | San Lorenzo         |
| -      | FW      | Roberto Cherro       | 23 Febrer 1907 (21 anys)   |         |      | Boca Juniors        |
| -      | GK      | Octavio Díaz         | 7 Octubre 1900 (27 anys)   |         |      | Rosario Central     |
| -      | DF      | Juan Evaristo        | 20 Juny 1902 (25 anys)     |         |      | Sp. Palermo         |
| -      | FW      | Manuel Ferreira      | 22 Octubre 1905 (22 anys)  |         |      | Estudiantes (LP)    |
| -      | FW      | Enrique Gainzarain   | 7 Desembre 1904 (23 anys)  |         |      | Ferro Carril Oeste  |
| -      | DF      | Alfredo Helman       |                            |         |      | Estudiantes (SdE)   |
| -      | MF      | Segundo Luna         | 20 Abril 1902 (26 anys)    |         |      | Club Atlético Mitre |
| -      | DF      | Ángel Médici         | 20 Desembre 1897 (30 anys) |         |      | Boca Juniors        |
| -      | MF      | Luis Monti           | 15 Maig 1901 (27 anys)     |         |      | San Lorenzo         |
| -      | MF      | Pedro Ochoa          | 22 Febrer 1900 (28 anys)   |         |      | Racing              |
| -      | DF      | Rodolfo Orlandini    | 1 Gener 1905 (23 anys)     |         |      | Sp. Buenos Aires    |
| -      | FW      | Raimundo Orsi        | 2 Desembre 1901 (26 anys)  |         |      | Independiente       |
| -      | DF      | Fernando Paternoster | 24 Maig 1903 (25 anys)     |         |      | Racing              |
| -      | FW      | Feliciano Perducca   | 9 Juny 1901 (26 anys)      |         |      | Boca Alumni         |
| -      | MF      | Natalio Perinetti    | 28 Desembre 1900 (27 anys) |         |      | Racing              |
| -      | FW      | Domingo Tarasconi    | 20 Desembre 1903 (24 anys) |         |      | Boca Juniors        |
| -      | DF      | Luis Weihmuller      | 2 Agost 1902 (25 anys)     |         |      | Sp. Palermo         |
| -      | DF      | Adolfo Zumelzú       | 5 Gener 1902 (26 anys)     |         |      | Sp. Palermo         |

## Bèlgica
Entrenador:  Victor Löwenfelt
| Dorsal | Posició | Jugador            | Data de naixement/edat     | Partits | Gols | Club                     |
| ------ | ------- | ------------------ | -------------------------- | ------- | ---- | ------------------------ |
| -      | FW      | Henri Bierna       | 2 Setembre 1905 (22 anys)  |         |      | US Liège                 |
| -      | MF      | Gustave Boesman    | 19 Gener 1899 (29 anys)    |         |      | K.A.A. Gent              |
| -      | MF      | Pierre Braine      | 26 Octubre 1900 (27 anys)  |         |      | K. Beerschot V.A.C.      |
| -      | FW      | Raymond Braine     | 28 Abril 1907 (21 anys)    |         |      | Beerschot                |
| -      | GK      | Jean Caudron       | 15 Novembre 1895 (32 anys) |         |      | R.S.C. Anderlecht        |
| -      | GK      | Jean De Bie        | 9 Maig 1892 (36 anys)      |         |      | Racing Club de Bruxelles |
| -      | FW      | Leon De Coninck    |                            |         |      | La Gantoise              |
| -      | DF      | Henri De Deken     | 3 Agost 1907 (20 anys)     |         |      | Royal Antwerp FC         |
| -      | FW      | Georges De Spae    | 30 Setembre 1900 (27 anys) |         |      | K.A.A. Gent              |
| -      | FW      | Gérard Devos       | 19 Agost 1903 (24 anys)    |         |      | Cercle Brugge            |
| -      | FW      | Jan Diddens        | 14 Setembre 1908 (19 anys) |         |      | K.R.C. Mechelen          |
| -      | MF      | Georges Ditzler    | 15 novembre 1897 (30 anys) |         |      | Standard Liège           |
| -      | MF      | Auguste Hellemans  | 14 Setembre 1907 (20 anys) |         |      | K.V. Mechelen            |
| -      | DF      | Nicolas Hoydonckx  | 29 Desembre 1900 (27 anys) |         |      | Berchem Sport            |
| -      | DF      | Jules Lavigne      | 10 Març 1901 (27 anys)     |         |      | Racing Club de Bruxelles |
| -      | FW      | Jacques Moeschal   | 6 Setembre 1900 (27 anys)  |         |      | Racing Club de Bruxelles |
| -      | DF      | August Ruyssevelt  | 4 Novembre 1896 (31 anys)  |         |      | Beerschot                |
| -      | MF      | Henri Van Averbeke | 26 Octubre 1901 (26 anys)  |         |      | K. Beerschot V.A.C.      |
| -      | MF      | Florimond Vanhalme | 21 Març 1895 (33 anys)     |         |      | Cercle Brugge            |
| -      | FW      | Sébastien Verhulst | 19 Febrer 1907 (21 anys)   |         |      | Beerschot                |
| -      | FW      | Louis Versijp      | 5 Desembre 1908 (19 anys)  |         |      | Club Brugge              |
| -      | FW      | Bernard Voorhoof   | 10 Maig 1910 (18 anys)     |         |      | Lierse S.K.              |

## Egipte
Entrenador:
| Dorsal | Posició | Jugador                          | Data de naixement/edat     | Partits | Gols | Club                        |
| ------ | ------- | -------------------------------- | -------------------------- | ------- | ---- | --------------------------- |
| -      | DF      | Sayed Abaza                      |                            |         |      | Al Ahly                     |
| -      | DF      | Sid Ahmed                        |                            |         |      | Egipte                      |
| -      | FW      | Moussa El-Ezam                   |                            |         |      | Egipte                      |
| -      | MF      | Ali El-Hassani                   | 1897                       |         |      | Al Ahly                     |
| -      | FW      | Ismail El-Sayed Hooda "Ismail I" | 1900                       |         |      | Al Ittihad Alexandria Club  |
| -      | MF      | Gaber El-Soury                   |                            |         |      | Al Ittihad Alexandria Club, |
| -      | FW      | Gamil El-Zobair                  |                            |         |      | Al Ahly                     |
| -      | DF      | Mohamed Ezz-el-Din Gamal         |                            |         |      | Egipte                      |
| -      | FW      | Mohamed Shemais                  |                            |         |      | Egipte                      |
| -      | GK      | Abdel Hamid Hamdi                |                            |         |      | Al Ahly                     |
| -      | MF      | Abdel Halim Hassan               |                            |         |      | Al-Masry SC                 |
| -      | MF      | Mohamed Hassan                   |                            |         |      | Egipte                      |
| -      | FW      | Mahmoud Ismail Hooda "Ismail II" | 1899                       |         |      | Al Ittihad Alexandria Club  |
| -      | MF      | Ahmed Mansour                    |                            |         |      | Egipte                      |
| -      | FW      | Mahmoud Mokhtar El-Tetsh         | 23 Desembre 1907 (20 anys) |         |      | Al Ahly                     |
| -      | FW      | Ali Mohamed Riad                 | 1904                       |         |      | Tersana SC                  |
| -      | GK      | Mohamed Ali Rostam               |                            |         |      | El Sekka El Hadid SC        |
| -      | DF      | Ahmed Mohamed Salem              |                            |         |      | Olympia Alexandria          |
| -      | FW      | Mahmoud Salem                    |                            |         |      | Egipte                      |
| -      | MF      | Ahmed Soliman                    |                            |         |      | Al Ahly                     |

## Espanya
Entrenador: José Ángel Berraondo
| Dorsal | Posició | Jugador             | Data de naixement/edat     | Partits | Gols | Club                 |
| ------ | ------- | ------------------- | -------------------------- | ------- | ---- | -------------------- |
| -      | MF      | Trino Arizcorreta   | 1 Setembre 1902 (25 anys)  |         |      | Reial Societat       |
| -      | FW      | Francisco Bienzobas | 26 Març 1909 (19 anys)     |         |      | Reial Societat       |
| -      | FW      | Cholín              | 13 Desembre 1906 (21 anys) |         |      | Reial Societat       |
| -      | DF      | Ciriaco Errasti     | 8 Agost 1904 (23 anys)     |         |      | Deportivo Alavés     |
| -      | MF      | Francisco Gamborena | 14 Març 1901 (27 anys)     |         |      | Real Unión           |
| -      | MF      | Antero González     | 1 Febrer 1901 (27 anys)    |         |      | Deportivo Alavés     |
| -      | GK      | Jesús Izaguirre     | 13 Abril 1906 (22 anys)    |         |      | Reial Societat       |
| -      | GK      | José María Jauregui | 15 Març 1896 (32 anys)     |         |      | Arenas Club de Getxo |
| -      | FW      | Kiriki              | 21 Juny 1907 (20 anys)     |         |      | Reial Societat       |
| -      | MF      | Amadeo Labarta      | 31 Març 1905 (23 anys)     |         |      | Reial Societat       |
| -      | MF      | José Legarreta      | 12 Febrer 1903 (25 anys)   |         |      | Athletic Bilbao      |
| -      | MF      | Martín Marculeta    | 24 Setembre 1907 (20 anys) |         |      | Reial Societat       |
| -      | FW      | Ángel Mariscal      | 11 Agost 1904 (23 anys)    |         |      | Reial Societat       |
| -      | DF      | Jacinto Quincoces   | 17 Juliol 1905 (22 anys)   |         |      | Deportivo Alavés     |
| -      | MF      | Luis Regueiro       | 1 Juliol 1908 (19 anys)    |         |      | Real Unión           |
| -      | FW      | Robus               | 18 Desembre 1900 (27 anys) |         |      | Arenas Club de Getxo |
| -      | FW      | Manuel Sagarzazu    | 15 Octubre 1903 (24 anys)  |         |      | Real Unión           |
| -      | DF      | Pedro Vallana       | 29 Novembre 1897 (30 anys) |         |      | Arenas Club de Getxo |
| -      | MF      | Alberto Villaverde  | 7 Juliol 1904 (23 anys)    |         |      | Real Unión           |
| -      | FW      | José María Yermo    | 21 Juny 1903 (24 anys)     |         |      | Arenas Club de Getxo |
| -      | DF      | Domingo Zaldúa      | 10 Juliol 1903 (24 anys)   |         |      | Reial Societat       |

Juan Errazquin va ser rebutjat pel Comitè Organitzador perquè el seu passaport deia que havia nascut a l'Argentina i no tenia cap document per demostrar la seva nacionalitat espanyola.

## Estats Units
Entrenador: George Burford
| Dorsal | Posició | Jugador         | Data de naixement/edat    | Partits | Gols | Club                   |
| ------ | ------- | --------------- | ------------------------- | ------- | ---- | ---------------------- |
| -      | MF      | Robert Aitken   | 19 Octubre 1904 (23 anys) |         |      | Caledonian F.C. (N.J.) |
| -      | FW      | Henry O'Carroll | 12 Juliol 1905 (22 anys)  |         |      | Bayonne Rovers         |
| -      | GK      | Albert Cooper   | 23 Febrer 1904 (24 anys)  |         |      | Trenton F.C.           |
| -      | MF      | James Cronin    | 24 Agost 1906 (21 anys)   | 0       |      | Tablers                |
| -      | FW      | John Deal       | 5 Abril 1905 (23 anys)    |         |      | Wolfenden Shore        |
| -      | DF      | John Duffy      | 6 Setembre 1905 (22 anys) |         |      | Newark Skeeters        |
| -      | FW      | William Findley | 15 Gener 1904 (24 anys)   |         |      | Galicia F.C.           |
| -      | MF      | James Gallagher | 8 Juny 1905 (22 anys)     |         |      | Ryerson Juniors        |
| -      | GK      | John Kane       |                           |         |      | Municipal League St.L  |
| -      | FW      | Rudolph Kuntner | 10 Juny 1908 (19 anys)    |         |      | New York Giants        |
| -      | FW      | Raymond Littley | 1 Setembre 1900 (27 anys) |         |      | Centennial A.C.        |
| -      | DF      | John Lyons      | 19 Maig 1901 (27 anys)    |         |      | Fore River Shamrocks   |
| -      | FW      | Joseph Murphy   |                           |         |      | Municipal League       |
| -      | MF      | John Rudge      |                           |         |      | Municipal League St.L  |
| -      | FW      | Francis Ryan    | 10 Gener 1908 (20 anys)   |         |      | Lighthouse Boys Club   |
| -      | DF      | Harry Smith     | 14 Març 1907 (21 anys)    |         |      | Lighthouse Boys Club   |

## França
Entrenador:  Peter Farmer
| Dorsal | Posició | Jugador              | Data de naixement/edat     | Partits | Gols | Club               |
| ------ | ------- | -------------------- | -------------------------- | ------- | ---- | ------------------ |
| -      | MF      | Maurice Banide       | 19 Maig 1905 (23 anys)     |         |      | RC Strasbourg      |
| -      | FW      | Charles Bardot       | 7 Abril 1904 (24 anys)     |         |      | AS Cannes          |
| -      | DF      | Marcel Bertrand      | 1899                       |         |      | Club Français      |
| -      | MF      | Juste Brouzes        | 18 Gener 1894 (34 anys)    |         |      | Red Star           |
| -      | DF      | Jacques Canthelou    | 29 Març 1904 (24 anys)     |         |      | FC Rouen           |
| -      | MF      | Augustin Chantrel    | 11 Novembre 1906 (21 anys) |         |      | Red Star           |
| -      | MF      | Robert Dauphin       | 5 Febrer 1905 (23 anys)    |         |      | Stade Français     |
| -      | FW      | Jules Dewaquez       | 9 Març 1899 (29 anys)      |         |      | Marseille          |
| -      | MF      | Marcel Domergue      | 16 Novembre 1901 (26 anys) |         |      | Red Star           |
| -      | DF      | Maurice Gourdon      |                            |         |      | Stade Français     |
| -      | GK      | Laurent Henric       | 20 Març 1905 (23 anys)     |         |      | FC Sète            |
| -      | FW      | Marcel Langiller     | 2 Juny 1908 (19 anys)      |         |      | CA Paris           |
| -      | MF      | Lucien Laurent       | 10 Desembre 1907 (20 anys) |         |      | CA Paris           |
| -      | MF      | Jacques Mairesse     | 27 Febrer 1905 (23 anys)   |         |      | FC Sète            |
| -      | MF      | Hervé Marc           |                            |         |      | Stade Rennais FC   |
| -      | FW      | Jules Monsallier     | 23 Gener 1907 (21 anys)    |         |      | Red Star Olympique |
| -      | FW      | Paul Nicolas         | 4 Novembre 1899 (28 anys)  |         |      | Red Star           |
| -      | MF      | Henri Pavillard      | 15 Agost 1905 (22 anys)    |         |      | Stade Français     |
| -      | GK      | Alex Thépot          | 30 Juliol 1906 (21 anys)   |         |      | FEC Levallois      |
| -      | MF      | Alexandre Villaplane | 12 Setembre 1905 (22 anys) |         |      | SC Nîmes           |
| -      | MF      | Jacques Wild         | 1905                       |         |      | Stade Français     |
| -      | DF      | Urbain Wallet        | 4 Juliol 1899 (28 anys)    |         |      | Amiens AC          |

## Itàlia
Entrenador: Augusto Rangone
| Dorsal | Posició | Jugador           | Data de naixement/edat     | Partits | Gols | Club                  |
| ------ | ------- | ----------------- | -------------------------- | ------- | ---- | --------------------- |
| -      | MF      | Adolfo Baloncieri | 27 Juliol 1897 (30 anys)   |         |      | Torino F.C.           |
| -      | FW      | Elvio Banchero    | 28 Abril 1904 (24 anys)    |         |      | Alessandria U.S.      |
| -      | DF      | Delfo Bellini     | 13 Gener 1900 (28 anys)    |         |      | Genoa C.F.C.          |
| -      | MF      | Fulvio Bernardini | 28 Desembre 1905 (22 anys) |         |      | F.C. Internazionale   |
| -      | DF      | Umberto Caligaris | 26 Juliol 1901 (26 anys)   |         |      | Casale FBC XI Legione |
| -      | GK      | Giampiero Combi   | 20 Novembre 1902 (25 anys) |         |      | Juventus F.C.         |
| -      | GK      | Valentino Degani  | 14 Febrer 1905 (23 anys)   |         |      | F.C. Internazionale   |
| -      | GK      | Giovanni De Prà   | 28 Juny 1900 (27 anys)     |         |      | Genoa C.F.C.          |
| -      | MF      | Attilio Ferraris  | 26 Març 1904 (24 anys)     |         |      | A.S. Roma             |
| -      | DF      | Felice Gasperi    | 26 Desembre 1903 (24 anys) |         |      | Bologna Sportiva      |
| -      | MF      | Pietro Genovesi   | 27 Juny 1902 (25 anys)     |         |      | Bologna Sportiva      |
| -      | MF      | Antonio Janni     | 19 Setembre 1904 (23 anys) |         |      | Torino F.C.           |
| -      | FW      | Virgilio Levratto | 26 Octubre 1904 (23 anys)  |         |      | Genoa C.F.C.          |
| -      | MF      | Mario Magnozzi    | 20 Març 1902 (26 anys)     |         |      | U.S. Livorno          |
| -      | FW      | Pietro Pastore    | 3 Abril 1903 (25 anys)     |         |      | A.C. Milan            |
| -      | DF      | Silvio Pietroboni | 9 Març 1904 (24 anys)      |         |      | F.C. Internazionale   |
| -      | MF      | Alfredo Pitto     | 26 Maig 1906 (22 anys)     |         |      | Bologna Sportiva      |
| -      | MF      | Enrico Rivolta    | 29 Juny 1905 (22 anys)     |         |      | F.C. Internazionale   |
| -      | DF      | Virginio Rosetta  | 25 Febrer 1902 (26 anys)   |         |      | Juventus F.C.         |
| -      | MF      | Gino Rossetti     | 7 Novembre 1904 (23 anys)  |         |      | Torino F.C.           |
| -      | FW      | Angelo Schiavio   | 15 Octubre 1905 (22 anys)  |         |      | Bologna Sportiva      |
| -      | FW      | Andrea Viviano    |                            |         |      | Alessandria U.S.      |

## Iugoslàvia
Entrenador: Ante Pandaković
| Dorsal | Posició | Jugador               | Data de naixement/edat    | Partits | Gols | Club                |
| ------ | ------- | --------------------- | ------------------------- | ------- | ---- | ------------------- |
| -      | DF      | Milorad Arsenijević   | 6 Juny 1906 (21 anys)     |         |      | BSK Beograd         |
| -      | DF      | Dragutin Babić        | 1897                      |         |      | Građanski Zagreb    |
| -      | FW      | Nikola Babić          | 5 Desembre 1905 (22 anys) |         |      | HAŠK Zagreb         |
| -      | FW      | Ivan Bek              | 29 Octubre 1909 (18 anys) |         |      | Sète                |
| -      | FW      | Miloš Beleslin        | 8 Setembre 1901 (26 anys) |         |      | SAND Subotica       |
| -      | FW      | Ljubomir Benčić       | 2 Gener 1905 (23 anys)    |         |      | Hajduk Split        |
| -      | MF      | Mirko Bonačić         | 9 Març 1903 (25 anys)     |         |      | Hajduk Split        |
| -      | FW      | Slavin Cindrić        | 1901                      |         |      | Građanski Zagreb    |
| -      | DF      | Ljubiša Đorđević      | 19 Juny 1906 (21 anys)    |         |      | BSK Beograd         |
| -      | MF      | Franjo Giler          | 1 Setembre 1907 (20 anys) |         |      | Građanski Zagreb    |
| -      | DF      | Milutin Ivković       | 3 Març 1906 (22 anys)     |         |      | Jugoslavija Beograd |
| -      | FW      | Blagoje Marjanović    | 9 Setembre 1907 (20 anys) |         |      | BSK Beograd         |
| -      | DF      | Mare Marjanović       | 1904                      |         |      | HAŠK Zagreb         |
| -      | GK      | Maksimilijan Mihelčić | 29 Juliol 1905 (22 anys)  |         |      | Građanski Zagreb    |
| -      | DF      | Milorad Mitrović      | 12 Abril 1908 (20 anys)   |         |      | BSK Beograd         |
| -      | FW      | Emil Perška           | 1897                      |         |      | Građanski Zagreb    |
| -      | DF      | Danijel Premerl       | 23 Gener 1904 (24 anys)   |         |      | HAŠK Zagreb         |
| -      | GK      | Geza Šifliš           | 25 Febrer 1907 (21 anys)  |         |      | SAND Subotica       |
| -      | FW      | Kuzman Sotirović      | 16 Octubre 1908 (19 anys) |         |      | BSK Beograd         |

## Luxemburg
Entrenador: Gustave Jacquemart
| Dorsal | Posició | Jugador                | Data de naixement/edat     | Partits | Gols | Club                     |
| ------ | ------- | ---------------------- | -------------------------- | ------- | ---- | ------------------------ |
| -      | MF      | Mathias Becker         | 4 Febrer 1907 (21 anys)    |         |      | Red Boys Differdange     |
| -      | DF      | Paul Feierstein        | 27 Gener 1903 (25 anys)    |         |      | Red Boys Differdange     |
| -      | DF      | Mathias Feller         | 12 Octubre 1904 (23 anys)  |         |      | Spora Luxembourg         |
| -      | DF      | Bernard Fischer        | 30 Maig 1902 (25 anys)     |         |      | Red Boys Differdange     |
| -      | MF      | Joseph Kirpes          | 10 Juliol 1906 (21 anys)   |         |      | Jeunesse Esch            |
| -      | DF      | Nicolas Kirsch         | 24 Agost 1901 (26 anys)    |         |      | Spora Luxembourg         |
| -      | DF      | Joseph Koetz           | 29 Maig 1897 (30 anys)     |         |      | CS Fola Esch             |
| -      | DF      | Émile Kolb             | 3 Juny 1902 (25 anys)      |         |      | Red Boys Differdange     |
| -      | DF      | Albert Reuter          | 11 Setembre 1907 (20 anys) |         |      | Red Black Pfaffenthal    |
| -      | GK      | Pierre Reuter          | 11 Abril 1904 (24 anys)    |         |      | Red Black Pfaffenthal    |
| -      | GK      | Henri Scharry          | 10 Desembre 1904 (23 anys) |         |      | Jeunesse Esch            |
| -      | FW      | Guillaume Schütz       | 31 Març 1903 (25 anys)     |         |      | Union Sportive Luxemburg |
| -      | FW      | Robert Theissen        | 20 Juliol 1906 (21 anys)   |         |      | Spora Luxembourg         |
| -      | MF      | François Weber         | 21 Desembre 1899 (28 anys) |         |      | Spora Luxembourg         |
| -      | FW      | Jean-Pierre Weisgerber | 28 Març 1905 (23 anys)     |         |      | CS Fola Esch             |

## Mèxic
Entrenador: Alfonso De La Vega
| Dorsal | Posició | Jugador                | Data de naixement/edat     | Partits | Gols | Club             |
| ------ | ------- | ---------------------- | -------------------------- | ------- | ---- | ---------------- |
| -      | GK      | Oscar Bonfiglio        | 5 Octubre 1905 (22 anys)   | 0       |      | Marte FC         |
| -      | FW      | Juan Carreño Lara      | 14 Agost 1907 (20 anys)    | 0       |      | Atlante F.C.     |
| -      | DF      | Hesiquio Cerilla       |                            | 0       |      | Club América     |
| -      | MF      | Luis Cerrilla          | 1 Febrer 1906 (22 anys)    | 0       |      | Club América     |
| -      | FW      | Benito Contreras       | 16 Maig 1905 (23 anys)     | 0       |      | Club América     |
| -      | GK      | Ignacio De La Garza    |                            | 3       |      | Club América     |
| -      | FW      | Carlos Garcés          | 24 Desembre 1900 (27 anys) | 3       |      | Club América     |
| -      | MF      | Emmanuel Guevara       | 2 Febrer 1902 (26 anys)    | 0       |      | Deportivo México |
| -      | DF      | Rafael Garza Gutiérrez | 13 Desembre 1896 (31 anys) | 3       |      | Club América     |
| -      | MF      | Nieves Hernandez       | 30 Octubre 1901 (26 anys)  | 0       |      | Club América     |
| -      | FW      | Adeodato López         | 1 Febrer 1906 (22 anys)    | 3       |      | Germania FV      |
| -      | FW      | Dionisio Mejía         | 6 Gener 1907 (21 anys)     | 0       |      | Atlante F.C.     |
| -      | DF      | Agustín Ojeda          | 9 Setembre 1898 (29 anys)  | 1       |      | Marte FC         |
| -      | MF      | Fernando Rojas         |                            | 0       |      | Atlante F.C.     |
| -      | FW      | Ernesto Sota           | 11 Desembre 1896 (31 anys) | 0       |      | Club América     |
| -      | MF      | Pedro Suinaga          | 5 Abril 1907 (21 anys)     | 0       |      | Club América     |
| -      | FW      | Juan Terrazas          | 5 Desembre 1909 (18 anys)  | 0       |      | Club América     |

## Països Baixos
Entrenador:  Bob Glendenning
| Dorsal | Posició | Jugador              | Data de naixement/edat     | Partits | Gols | Club             |
| ------ | ------- | -------------------- | -------------------------- | ------- | ---- | ---------------- |
| -      | GK      | Jan de Boer          | 29 Agost 1898 (29 anys)    |         |      | AFC Ajax         |
| -      | MF      | Piet van Boxtel      | 6 Octubre 1902 (25 anys)   |         |      | NAC Breda        |
| -      | FW      | Wout Buitenweg       | 24 Desembre 1893 (34 anys) |         |      | Hercules         |
| -      | DF      | Harry Dénis          | 28 Agost 1896 (31 anys)    |         |      | HBS Craeyenhout  |
| -      | FW      | Jan Elfring          | 8 Febrer 1902 (26 anys)    |         |      | Alcmaria Victrix |
| -      | FW      | Bertus Freese        | 20 Febrer 1902 (26 anys)   |         |      | Heracles Almelo  |
| -      | FW      | Leo Ghering          | 19 Agost 1900 (27 anys)    |         |      | LONGA            |
| -      | FW      | Jaap van de Griend   | 24 Gener 1904 (24 anys)    |         |      | Hermes DVS       |
| -      | MF      | Puck van Heel        | 21 Gener 1904 (24 anys)    |         |      | Feyenoord        |
| -      | DF      | Dolf van Kol         | 2 Agost 1902 (25 anys)     |         |      | AFC Ajax         |
| -      | MF      | Cor Kools            | 20 Juliol 1907 (20 anys)   |         |      | NAC Breda        |
| -      | MF      | Peer Krom            | 10 Març 1898 (30 anys)     |         |      | RCH              |
| -      | MF      | Pierre Massy         | 3 Febrer 1900 (28 anys)    |         |      | Roermond         |
| -      | GK      | Gejus van der Meulen | 23 Gener 1903 (25 anys)    |         |      | HFC              |
| -      | DF      | Sjef van Run         | 12 Gener 1904 (24 anys)    |         |      | PSV Eindhoven    |
| -      | MF      | Frits Schipper       | 24 Desembre 1904 (23 anys) |         |      | Heracles Almelo  |
| -      | MF      | Harry Schreurs       | 11 Desembre 1901 (26 anys) |         |      | Roermond         |
| -      | FW      | Felix Smeets         | 29 Abril 1904 (24 anys)    |         |      | HBS Craeyenhout  |
| -      | FW      | Wim Tap              | 3 Octubre 1903 (24 anys)   |         |      | ADO              |
| -      | FW      | Rens Vis             | 4 Juliol 1904 (23 anys)    |         |      | HVV Hollandia    |
| -      | FW      | Jaap Weber           | 4 Agost 1901 (26 anys)     |         |      | Sparta Rotterdam |
| -      | MF      | Kees van der Zalm    | 30 Setembre 1901 (26 anys) |         |      | VUC Den Haag     |

## Portugal
Entrenador: Cândido de Oliveira
| Dorsal | Posició | Jugador            | Data de naixement/edat     | Partits | Gols | Club               |
| ------ | ------- | ------------------ | -------------------------- | ------- | ---- | ------------------ |
| -      | DF      | Carlos Alves       | 10 Octubre 1903 (24 anys)  | 4       | 0    | Carcavelinhos      |
| -      | DF      | Óscar de Carvalho  | 22 Desembre 1903 (24 anys) | 0       | 0    | Boavista           |
| -      | MF      | César de Matos     | 22 Febrer 1902 (26 anys)   | 9       | 0    | Belenenses         |
| -      | FW      | Liberto dos Santos | 1 Febrer 1908 (20 anys)    | 4       | 0    | União de Lisboa    |
| -      | MF      | Anibal José        | 29 Març 1904 (24 anys)     | 0       | 0    | Vitória de Setúbal |
| -      | FW      | Armando Martins    | 4 Març 1905 (23 anys)      | 3       | 1    | Vitória de Setúbal |
| -      | FW      | José Martins       | 2 Setembre 1906 (21 anys)  | 7       | 4    | Sporting CP        |
| -      | FW      | Valdemar Mota      | 18 Març 1906 (22 anys)     | 4       | 3    | Porto              |
| -      | FW      | Pepe               | 30 Gener 1908 (20 anys)    | 5       | 2    | Belenenses         |
| -      | FW      | Alfredo Ramos      | 15 Febrer 1906 (22 anys)   | 2       | 0    | Belenenses         |
| -      | GK      | António Roquete    | 8 Agost 1906 (21 anys)     | 5       | 0    | Casa Pia           |
| -      | GK      | Cipriano Santos    | 13 Octubre 1901 (26 anys)  | 1       | 0    | Sporting CP        |
| -      | FW      | João Santos        | 11 Febrer 1909 (19 anys)   | 6       | 3    | Vitória de Setúbal |
| -      | MF      | Augusto Silva      | 22 Març 1902 (26 anys)     | 9       | 1    | Belenenses         |
| -      | FW      | Vítor Silva        | 20 Febrer 1909 (19 anys)   | 4       | 1    | Benfica            |
| -      | MF      | Tamanqueiro        | 22 Gener 1903 (25 anys)    | 8       | 0    | Benfica            |
| -      | FW      | Jorge Tavares      | 21 Gener 1905 (23 anys)    | 1       | 0    | Benfica            |
| -      | DF      | Jorge Vieira       | 23 Febrer 1898 (30 anys)   | 12      | 0    | Sporting CP        |

## Suïssa
Entrenador:  Edward Duckworth
| Dorsal | Posició | Jugador            | Data de naixement/edat     | Partits | Gols | Club                    |
| ------ | ------- | ------------------ | -------------------------- | ------- | ---- | ----------------------- |
| -      | FW      | Max Abegglen       | 11 Abril 1902 (26 anys)    |         |      | Grasshopper Club Zürich |
| -      | FW      | Edmond Bailly      |                            |         |      | Servette Genève         |
| -      | DF      | Max Baltensberg    |                            |         |      | Servette Genève         |
| -      | DF      | Karl Bielser       |                            |         |      | FC Basel                |
| -      | FW      | Max Brand          |                            |         |      | FC Bern                 |
| -      | MF      | Paul de Lavallaz   | 1900                       |         |      | Grasshopper Club Zürich |
| -      | DF      | Edmond De Weck     | 28 Abril 1901 (27 anys)    |         |      | Grasshopper Club Zürich |
| -      | MF      | Walter Dietrich    | 24 Desembre 1902 (25 anys) |         |      | Eintracht Frankfurt     |
| -      | DF      | Jean Facchinetti   |                            |         |      | Cantonal Neuchâtel      |
| -      | MF      | Paul Fässler       | 13 Juny 1901 (26 anys)     |         |      | BSC Young Boys          |
| -      | FW      | Adolf Flubacher    |                            |         |      | FC Nordstern            |
| -      | GK      | Fritz Grüneisen    |                            |         |      | FC Nordstern            |
| -      | MF      | Willy Jäggi        | 28 Juliol 1906 (21 anys)   |         |      | Servette Genève         |
| -      | FW      | Raymond Passello   | 12 Gener 1905 (23 anys)    |         |      | Servette Genève         |
| -      | MF      | Kurt Pichler       | 18 Abril 1898 (30 anys)    |         |      | Servette Genève         |
| -      | DF      | Rudolf Ramseyer    | 17 Setembre 1897 (30 anys) |         |      | FC Bern                 |
| -      | FW      | Jacques Romberg    |                            |         |      | FC Aarau                |
| -      | GK      | Frank Séchehaye    | 3 Novembre 1907 (20 anys)  |         |      | Étoile Carouge FC       |
| -      | FW      | Paolo Sturzenegger | 7 Juny 1902 (25 anys)      |         |      | AC Lugano               |
| -      | FW      | Gaston Tschirren   | 1906                       |         |      | Grasshopper Club Zürich |
| -      | DF      | Walter Weiler      | 4 Desembre 1903 (24 anys)  |         |      | Grasshopper Club Zürich |

## Turquia
Entrenador:  Béla Toth
| Dorsal | Posició | Jugador          | Data de naixement/edat    | Partits | Gols | Club             |
| ------ | ------- | ---------------- | ------------------------- | ------- | ---- | ---------------- |
| 1      | GK      | Ulvi Yenal       | 10 Abril 1908 (20 anys)   | 5       | 0    | Galatasaray S.K. |
| 2      | DF      | Kadri Göktulga   | 1904                      | 11      | 0    | Fenerbahçe S.K.  |
| 3      | DF      | Burhan Atak      | 27 Gener 1905 (23 anys)   | 5       | 1    | Galatasaray S.K. |
| 4      | MF      | Cevat Seyit      | 1906                      | 3       | 0    | Fenerbahçe S.K.  |
| 5      | MF      | Nihat Bekdik     | 1901                      | 15      | 1    | Galatasaray S.K. |
| 6      | MF      | İsmet Uluğ       | 1901                      | 10      | 0    | Fenerbahçe S.K.  |
| 7      | FW      | Mehmet Leblebi   | 1908                      | 14      | 2    | Galatasaray S.K. |
| 8      | FW      | Alaattin Baydar  | 1901                      | 15      | 1    | Fenerbahçe S.K.  |
| 9      | FW      | Zeki Rıza Sporel | 28 Febrer 1898 (30 anys)  | 13      | 15   | Fenerbahçe S.K.  |
| 10     | FW      | Bekir Refet      | 22 Maig 1899 (29 anys)    | 2       | 2    | Fenerbahçe S.K.  |
| 11     | FW      | Muslih Peykoğlu  | 20 Octubre 1905 (22 anys) | 7       | 1    | Galatasaray S.K. |
| 12     | FW      | Kemal Faruki     | 1906                      | 3       | 2    | Galatasaray S.K. |
| 13     | FW      | Bedri Gürsoy     | 1902                      | 12      | 1    | Fenerbahçe S.K.  |
| 14     | DF      | İzmirli Şevki    |                           |         |      |                  |
| 15     | FW      | Sabih Arca       | 1901                      | 9       | 3    | Fenerbahçe S.K.  |
| 16     | DF      | Orhun Nafiz      |                           | 0       | 0    |                  |
| 17     | MF      | Feyzi Baron      |                           | 1       | 0    | Altınordu S.K.   |
| 18     | GK      | Osman Kaptan     |                           | 0       | 0    | Beşiktaş J.K.    |
| 19     | FW      | Latif Yalınlı    | 1906                      | 3       | 3    | Galatasaray S.K. |

## Uruguai
Entrenador: Primo Gianotti
| Dorsal | Posició | Jugador           | Data de naixement/edat     | Partits | Gols | Club                 |
| ------ | ------- | ----------------- | -------------------------- | ------- | ---- | -------------------- |
| 04     | MF      | José Andrade      | 22 Novembre 1901 (26 anys) |         |      | Nacional             |
| -      | FW      | Peregrino Anselmo | 30 Abril 1902 (26 anys)    |         |      | Peñarol              |
| 03     | DF      | Pedro Arispe      | 30 Setembre 1900 (27 anys) |         |      | Rampla Juniors       |
| 7 & 11 | FW      | Juan Arremón      | 8 Febrer 1899 (29 anys)    |         |      | Peñarol              |
| -      | FW      | Venancio Bartibás |                            |         |      | Central Español      |
| -      | GK      | Fausto Batignani  | 2 Juliol 1903 (24 anys)    |         |      | Liverpool            |
| 09     | FW      | René Borjas       | 23 Desembre 1897 (30 anys) |         |      | Montevideo Wanderers |
| 11     | FW      | Antonio Campolo   | 7 Febrer 1897 (31 anys)    |         |      | Peñarol              |
| 02     | DF      | Adhemar Canavesi  | 18 Agost 1903 (24 anys)    |         |      | Bella Vista          |
| 08     | FW      | Héctor Castro     | 29 Novembre 1904 (23 anys) |         |      | Nacional             |
| 10     | FW      | Pedro Cea         | 1 Setembre 1900 (27 anys)  |         |      | Nacional             |
| 05     | MF      | Lorenzo Fernández | 20 Maig 1900 (28 anys)     |         |      | Capurro              |
| 11     | FW      | Roberto Figueroa  | 20 Març 1906 (22 anys)     |         |      | Montevideo Wanderers |
| 06     | MF      | Álvaro Gestido    | 17 Maig 1907 (21 anys)     |         |      | Peñarol              |
| 01     | GK      | Andrés Mazali     | 22 Juliol 1902 (25 anys)   |         |      | Nacional             |
| -      | MF      | Ángel Melogno     | 22 Març 1905 (23 anys)     |         |      | Bella Vista          |
| 02     | DF      | José Nasazzi (c)  | 24 Maig 1901 (27 anys)     |         |      | Bella Vista          |
| 09     | FW      | Pedro Petrone     | 11 Maig 1905 (23 anys)     |         |      | Nacional             |
| 5 & 4  | MF      | Juan Píriz        | 17 Maig 1902 (26 anys)     |         |      | Nacional             |
| 08     | FW      | Héctor Scarone    | 26 Novembre 1898 (29 anys) |         |      | Nacional             |
| -      | DF      | Domingo Tejera    | 22 Juliol 1899 (28 anys)   |         |      | Montevideo Wanderers |
| 07     | FW      | Santos Urdinarán  | 30 Març 1900 (28 anys)     |         |      | Nacional             |
| (-)    | MF      | Eduardo Martínez  |                            |         |      | Miramar Misiones     |

Quan José Leandro Andrade es va negar a viatjar, Eduardo Martínez fou convocat en substitució. Amb tot, a darrera hora i quan el vaixell ja havia iniciat el viatge, Andrade es va unir als seus comapanys. Martínez va viatjar, però no fou inscrit a la competició. A partir d'aquest moment fou conegut com "El Olímpico 23".

## Xile
Entrenador:  Frank Powell
| Dorsal | Posició | Jugador                    | Data de naixement/edat    | Partits | Gols | Club                    |
| ------ | ------- | -------------------------- | ------------------------- | ------- | ---- | ----------------------- |
| -      | FW      | Óscar Alfaro Saavedra      |                           |         |      | San Luis de Quillota    |
| -      | FW      | Manuel Bravo Paredes       | 17 Febrer 1897 (31 anys)  |         |      | Santiago Wanderers      |
| -      | FW      | Alejandro Carbonell        |                           |         |      | Valparaíso Ferroviarios |
| -      | DF      | Ernesto Chaparro           | 4 Gener 1901 (27 anys)    |         |      | Colo-Colo               |
| -      | MF      | Humberto Contreras Canales |                           |         |      | Unión Española          |
| -      | GK      | Roberto Cortés             | 2 Febrer 1905 (23 anys)   |         |      | Colo-Colo               |
| -      | FW      | José del Arias             |                           |         |      | The Comercial           |
| -      | GK      | Juan Ibacache Pizarro      |                           |         |      | Carioca FC Valparaíso   |
| -      | DF      | Jorge Linford              |                           |         |      | Colo-Colo               |
| -      | DF      | Víctor Morales Sálas       | 10 Maig 1905 (23 anys)    |         |      | Colo-Colo               |
| -      | FW      | José Miguel Olguin         |                           |         |      | Colo-Colo               |
| -      | MF      | Germán Reyes Opazo         |                           |         |      | Colo-Colo               |
| -      | DF      | Guillermo Riveros          | 10 Febrer 1902 (26 anys)  |         |      | La Cruz FC              |
| -      | MF      | Guillermo Saavedra Tapia   | 5 Novembre 1903 (24 anys) |         |      | Colo-Colo               |
| -      | FW      | Carlos Schneeberger        | 21 Juny 1902 (25 anys)    |         |      | Colo-Colo               |
| -      | FW      | Guillermo Subiabre         | 25 Febrer 1903 (25 anys)  |         |      | Colo-Colo               |
| -      | MF      | Arturo Torres              | 20 Octubre 1906 (21 anys) |         |      | Everton de Viña del Mar |